# Димитър Бакалов (художник)
Димитър Георгиев Бакалов е български художник.
Роден е на 18 юли 1938 година в София. През 1967 година завършва графика във Висшия институт за изобразителни изкуства в Братислава при Винцент Хложник. През следващите години работи активно в областта на художественото оформление на книги. През 1971 година получава първа награда за графика на III национална младежка изложба.
Димитър Бакалов умира през 1993 година.